# Aeroportul Phetchabun
Aeroportul Phetchabun (IATA: PHY, ICAO: VTPB) este un aeroport din Lan Ba⁠(d), Districtul Lom Sak, Provincia Phetchabun, Thailanda ce deservește zona Phetchabun⁠(d). Aeroportul a fost tranzitat în 2018 de 1.082 de pasageri. A fost numit după Provincia Phetchabun.
Situat la o altitudine de 137 m, aeroportul dispune de o singură pistă.